# Łozen (Sofia)
Łozen (bułg. Лозен) – wieś w Bułgarii; 5800 mieszkańców (2010).